# Bassus semiruber
Bassus semiruber är en stekelart som först beskrevs av Brulle 1846.  Bassus semiruber ingår i släktet Bassus och familjen bracksteklar. Inga underarter finns listade.